# Alice Babs
Alice Babs, nacida Hildur Alice Nilsson (Kalmar, 26 de enero de 1924 — 11 de febrero de 2014), fue una cantante y actriz sueca. Como cantante, incursionó en varios géneros, como el folklore, la música renacentista y la ópera. En 1958 fue la primera representante de su país en el Festival de la Canción de Eurovisión.

## Carrera
Después de hacer su debut en Swing it magistern (Swing It, Teacher!) (1940), apareció en más de una docena de películas suecas.
En 1958 fue la primera artista en representar a Suecia en el Festival de la Canción de Eurovisión, terminando en cuarto lugar con la canción "Lilla stjärna" ("Little Star"). El mismo año, formó el grupo Swe-daneses con el guitarrista Ulrik Neumann y el violinista Svend Asmussen. El grupo recorrió los Estados Unidos, para luego disolverse en 1965. 
Tuvo un largo y productivo período de colaboración con Duke Ellington, que comenzó en 1963. Entre otras obras, Alice Babs participó en representaciones del segundo y del tercer Sacred Concerts de Ellington que él había escrito originalmente para ella. Su voz tenía un alcance de más de tres octavas; Ellington dijo que cuando ella no cantaba las piezas que le escribió, tenía que usar tres cantantes diferentes.
Desde 1943 hasta su muerte Babs estuvo casada con Nils Ivar Sjöblom (1919-2011). Tuvo tres hijos: Lilleba Sjöblom Lagerbäck (1945), Lars-Ivar (Lasse) Sjöblom (1948) y Titti Sjöblom (1949); esta última aparece con su madre a principios de la década de 1960 en la publicidad de juguetes Chewing Gum. En sus últimos años Babs residía en Suecia.

## Muerte
Babs murió de complicaciones de la enfermedad de Alzheimer el 11 de febrero de 2014.

## Filmografía

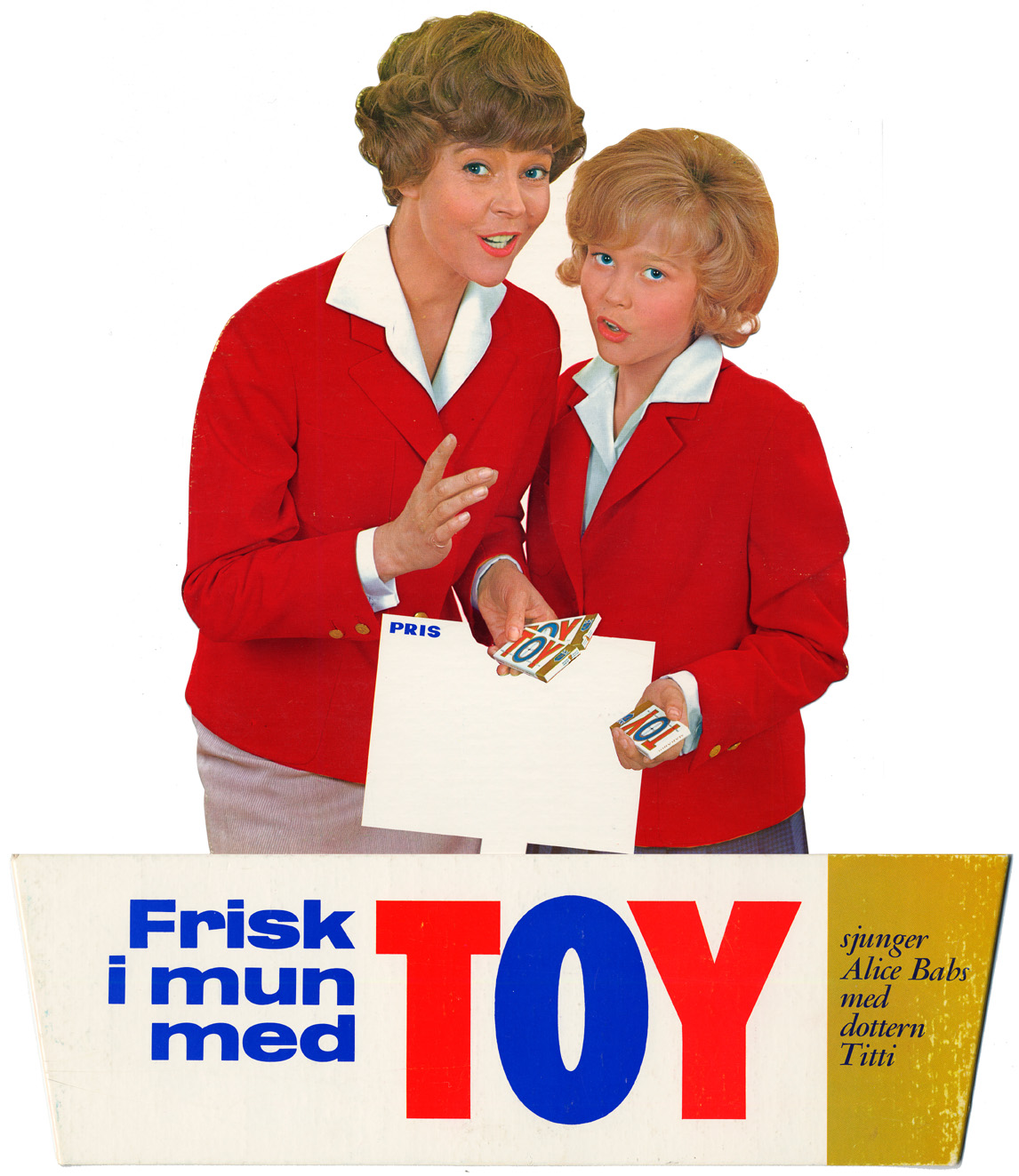
Alice Babs y su hija Titti en propaganda para chicle 1960.

- 2004 - Alice Babs och Nisse Linds Hot Trio
- 1959 - Det svänger på slottet
- 1957 - Swing it fröken
- 1955 - Sommarflickan
- 1953 - Resan till dej
- 1953 - I dur och skur
- 1952 - Drömsemestern
- 1947 - Sången om Stockholm
- 1944 - Örnungar
- 1942 - En trallande jänta
- 1942 - Vårat gäng
- 1941 - Sjung och le (cortometraje)
- 1941 - Magistrarna på sommarlov
- 1940 - Swing it magistern
- 1938 - Blixt och dunder